# Штольпе (Мекленбург)
Штольпе (нем. Stolpe) — община в Германии, в земле Мекленбург-Передняя Померания.
Входит в состав района Пархим. Подчиняется управлению Пархимер Умланд. Население составляет 386 человек (на 31 декабря 2010 года). Занимает площадь 20,58 км².
Коммуна подразделяется на 3 сельских округа.